# Wilhelm Gottlob Lasch
Wilhelm Gottlob Lasch, även benämnd som Wilhelm Gottfried Lasch, född 22 januari 1787 i Berlin, död 1 juli 1863 i Drezdenko, var en tysk botaniker.
Auktorsnamnet Lasch kan användas för Wilhelm Gottlob Lasch i samband med ett vetenskapligt namn inom botaniken; se Wikipediaartiklar som länkar till auktorsnamnet.